# Macaria abruptata
Macaria abruptata es una polilla perteneciente a la familia Geometridae, descrita por primera vez por Francis Walker en 1862.  Se encuentra en Estados Unidos y Canadá.

## Taxonomía
La especie se encontraba anteriormente ubicada en el género Itame y en el género Speranza y devuelta al género Macaria en 2015 siguiendo descripciones de Scoble y Krüger en 2002. Como consecuencia la especie Semiothisa abruptata fue categorizada como Nomen oblitum.